# Platylabops virginalis
Platylabops virginalis är en stekelart som först beskrevs av Wesmael 1845.  Platylabops virginalis ingår i släktet Platylabops och familjen brokparasitsteklar. Arten är reproducerande i Sverige. Inga underarter finns listade i Catalogue of Life.